# Anua feminis
Anua feminis är en fjärilsart som beskrevs av Embrik Strand 1913. Anua feminis ingår i släktet Anua och familjen nattflyn. Inga underarter finns listade i Catalogue of Life.